# شقواص حبقاني
الشَّقْوَاص الحَبَقَانِيّ (سُمِّي بالحبقاني ocymoides لأن أوراقه شبيهة بأوراق الحبق) نوع نباتي يتبع جنس الشقواص والفصيلة اللاذنية، اسمه العلمي Halimium ocymoides.

## الموئل والانتشار
موطن هذا النبات المغرب العربي وشبه الجزيرة الأيبيرية.